# Satoko
Satoko（さとこ、1985年3月24日 - ）は、日本の元女性モデル、元レースクイーン。旧芸名、大谷 さと子（おおたに さとこ）。北海道出身。青山学院女子短期大学卒業。

## 略歴
- 4歳の時、さっぽろ雪まつりのステージを見て芸能人になることを夢見る[2]。
- 2005年、ORC（小倉クラッチ）レーシングレディとしてSUPER GT、スーパー耐久、D1グランプリの3カテゴリーに参加。
- 2006年、浅見美鈴と共にフォーミュラ・ニッポン「モバイルキャスト Team IMPUL レースクイーン」を務める。
- 2007年、2年連続でフォーミュラ・ニッポンのレースクイーンを担当。日向久美らと共に「CARCHS KONDO Racing」のレースクイーンを務める。
- 2008年3月9日、大谷さと子からSatokoに改名[3]。
- 2010年、MONDO TVのイメージガール「MONDO GIRLS」として活動[4]。
- 2010年10月から2014年3月まで、ゴルフ雑誌『GOLF TODAY』（三栄書房）の「GTバーディ’s」に参加[5]。
- 2015年3月末をもって芸能界を引退[6]。

## 人物
- 趣味はショッピング、手話、料理（ロールキャベツとカルボナーラが得意[4]）。
- 特技はジャズダンス、ウインクすること、バイオリン。
- 得意なスポーツは水泳、テニス、スキー。
- 『恋のから騒ぎ』（日本テレビ）に出演していた読者モデル・実業家の中山真見は短大の同級生である[7]。
- 2007年のチームヴィーナスメンバーで現在はフリーアナウンサーの福山知沙とは一緒に野球を観戦するほどの仲である[8]。
- 秋葉ミキ、松田亜衣、金田真由子、風戸えりと共に「ガールズ会」を組んでおり、プライベートでも一緒に食事や旅行に行くなど、交流が深い[9]。
- ORCレーシングレディで一緒だった横部実佳とはプライベートでも交流が深かった[10]。

## 主な活動

### 東京オートサロンのコンパニオン
- 2006年、2007年、2008年：DAIHATSUブース
- 2010年：ブリヂストンブース（共演：長山真由美、山口恵里奈、高田亜莉沙）[11]
- 2011年：ベストカー（講談社）イメージガール「BCガールズ」[12]
- 2012年：SUZUKIブース（共演：佐崎愛里、中川知映、笹川結衣、山口恵里奈、桜沢香々）

### その他イベント
- カートレース「サーキットの狼GP」CURCUIT WOLF GP QUEEN（2010年）[13]
- 東京モーターショー「SUZUKIブース」（2011年）
- 東京ゲームショウ「GREEブース」（2011年、2012年）
- 大阪オートメッセ「SUZUKIブース」（2012年）

### ラウンドガール
- K-1 WORLD GP（2006年）
- 新日本キックボクシング「TITANS NEOS」（2007年4月22日、後楽園ホール）共演：佐野未来、安藤悠美[14]
- WBC世界フライ級タイトルマッチ「内藤大助 対 ポンサクレック・ウォンジョンカム戦」（2008年3月8日、両国国技館）[15]